# Cronaca d'Irlanda

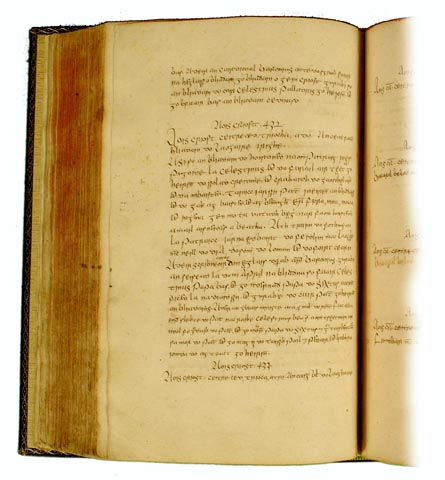
L'anno 432 negli Annali dei Quattro Maestri, uno dei lavori che discendono dalla Cronaca d'Irlanda.

La Cronaca d'Irlanda è il nome moderno dato a un'ipotetica collezione di annali ecclesiastici che riportano gli eventi dell'Irlanda dal 432 al 911.
Molti annali rimasti presentano gli eventi nello stesso ordine e con le stesse parole fino al 911, quando invece continuano a narrare ma in modo diverso e separato. Si tratta de: Annali di Inisfallen, Annali dell'Ulster, Cronaca degli Scoti, Annali di Clonmacnoise, Annali di Tigernach, Annali di Roscrea, Annali di Boyle e frammenti degli Annali d'Irlanda. Ed è proprio la Cronaca d'Irlanda a rappresentare scolasticamente la soluzione a questo problema. L'opera potrebbe essere stata prodotta da annalisti che lavoravano in chiese o monasteri e realizzata per un pubblico ecclesiastico. Fu scritta in luoghi e tempi diversi. Le prime evidenze su uno dei suoi autori lo collocano a Iona attorno al 563 (e fino al 642). Attorno al 639 un'altra cronaca di incerta origine fu iniziata da qualche parte e fusa con quella di Iona nella seconda metà del VII secolo. La cronaca fu poi continuata fino al 740 circa. Dal 740 al 911, gli annalisti delle cronache lavorarono nelle Midland irlandesi, forse nella Brega, nell'abbazia di Clonard. Alcuni studiosi ritengono che il lavoro sia stato spostato ad Armagh dagli inizi del IX secolo. Dopo il 911 il lavoro si separò in due rami: uno ad Armagh, poi integrato negli Annali dell'Ulster e un gruppo di Clonmacnoise, che comprende gli Annali di Clonmacnoise (una traduzione in inglese), gli Annali di Tigernach (frammentario), la Cronaca degli Scoti (un'abbreviazione di Tigernach), e gli Annali dei Quattro Maestri. La maggior parte delle testimonianze sul contenuto originale della Cronaca provenivano da quella di Clonmacnoise.
La maggior parte delle voci sono necrologi, perché le cause della morte erano per gli annalisti indicatori delle qualità spirituali dei personaggi: dalle cause di morte si deduceva se il defunto sarebbe andato all'Inferno o in Paradiso.
Dopo l'800 sono molte le voci che ricordano raid vichinghi. Ce ne sono poi altre con osservazioni di eventi astronomici come l'eclissi di sole del 29 giugno 512. Sono riportati anche eventi che ebbero luogo fuori dall'Irlanda, tanto che per i secoli VIII e IX è più accurata della Cronaca anglosassone su eventi riguardanti l'Inghilterra.
Per quanto riguarda gli eventi prima del 400 l'opera si basa sulla cronaca di Rufino di Aquileia.